# Shridath Ramphal
Shridath Surendranath „Sonny” Ramphal (ur. 3 października 1928 w Nowym Amsterdamie, zm. 30 sierpnia 2024) – gujański polityk i dyplomata, w latach 1972-1975 minister spraw zagranicznych Gujany, a następnie w latach 1975-1990 sekretarz generalny Wspólnoty Narodów.
Pochodzi z rodziny o indyjskich korzeniach. Ukończył prawo na London School of Economics, nosi prestiżowy tytuł Radcy Królowej (Queen's Counsel). Po przejściu na polityczną emeryturę poświęcił się pracy uniwersyteckiej: w latach 1989-2002 był kanclerzem Uniwersytetu w Warwick, pełni także funkcję kanclerza Uniwersytetu Gujańskiego oraz Uniwersytetu Indii Zachodnich.
Jest posiadaczem najwyższych odznaczeń państwowych Australii i Nowej Zelandii, a także brytyjskiego Orderu św. Michała i św. Jerzego.